# Вілопо
Вілопо (індонез. Wilopo) (21 жовтня 1909 — 20 січня 1981) — індонезійський політичний діяч, член Національної партії, міністр закордонних справ, міністр праці та прем'єр-міністр країни.

## Життєпис
Народився 21 жовтня 1908 року у містечку Пурвореджо. Після закінчення школи працював у ній же вчителем.
До складу кабінету міністрів вперше увійшов 1947 року, отримавши посаду молодшого міністра праці в кабінеті Аміра Шарифуддіна, яку обіймав від 3 липня 1947 до 29 січня 1948 року. Від 20 грудня 1949 до 6 вересня 1950 року був міністром праці Сполучених Штатів Індонезії. В уряді Сукімана Вірьосанджойо займав пост міністра торгівлі й промисловості.
19 березня 1952 року президент Сукарно доручив Вілопо сформувати уряд. За три дні той надав президенту список членів свого кабінету, та з 3 квітня офіційно зайняв пост прем'єр-міністра. До нового уряду увійшли представники Машумі й Національної партії Індонезії. Упродовж 26 днів, від 3 до 29 квітня, Вілопо також обіймав посаду міністра закордонних справ. Кабінету Вілопо вдалось залучити на свій бік прихильність збройних сил, призначивши на пост міністра оборони популярного політика, султана Джок'якарти Хаменгкубувоно IX, однак за 14 місяців після формування кабінет зазнав краху, не впоравшись із вирішенням аграрних питань.
Від 1955 до 1959 року Вілопо займав пост спікера Установчих зборів Індонезії. Від 1968 до 1978 року він очолював Верховну консультативну раду.

## Нагороди
- Орден «Зірка Республіки Індонезії» 2-го ступеню (1973)